# Финей
Фине́й (др.-греч. Φινεύς) — в древнегреческой мифологии сын Агенора, брат Кадма, либо сын Феникса и брат Европы; либо сын Посейдона.
Дети Орийф и Крамбис (либо Плексипп и Пандион) от Клеопатры, Фин и Мариандин от второй жены Идеи.
Царь Салмидесса во Фракии, получивший от Аполлона дар провещания. Подобно многим другим предсказателям, он был поражен слепотой. Ослеплен богами либо самим Посейдоном (либо Бореем); или ослеплен Зевсом, ибо выдавал людям тайны богов. По другому рассказу, боги предоставили ему на выбор дар прорицания или зрение.
По наветам своей второй жены, Идеи, на его сыновей от первого брака, Финей ослепил их и бросил диким зверям на растерзание; по другим, он велел закопать их наполовину в землю и бичевать. За эту жестокость боги наказали его тем, что всякий раз, как он садился за стол принимать пищу, прилетавшие гарпии расхищали большую часть яств, а остальное оскверняли извержениями (согласно Асклепиаду, гарпий наслал Гелиос).
Освободили его от этой пытки аргонавты, главным образом сыновья Борея Зет и Калаид, в благодарность он указал им морской путь. По версии, аргонавт Асклепий вернул ему зрение.
По другой версии, Финей встретил аргонавтов грубо и напал на них во главе фракийцев. Геракл убил его.
Ошибочно именуется царем Аркадии.
В Аиде тоже страшится птиц.
Действующее лицо трагедии Эсхила «Финей» (фр. 258—259 Радт), трагедий Софокла «Финей» (фр. 707—712 Радт), его же трагедии «Тимпанисты» (фр. 636—638 Радт), пьесы неизвестного автора «Финей», дифирамба Тимофея «Финеиды» и трагедии Акция «Финеиды». Изображён на ларце Кипсела вместе с Бореадами.
В его честь названа линия Финей на спутнике Юпитера Европе.